# Moers
Moers (hol. Meurs) – miasto w Niemczech leżące w kraju związkowym Nadrenia Północna-Westfalia, w rejencji Düsseldorf, w powiecie Wesel. 31 grudnia 2010 roku obszar miasta liczący 67,69 km² zamieszkiwało 105 506 osób.

## Geografia

### Położenie geograficzne
Miasto leży w dolinie dolnego Renu między Renem i szeregiem moren. Moers jest położone na południe od Wesel, 7 km na zachód od ujścia Ruhry w Duisburgu i 13 km na północ od Krefeld.

### Geologia
Pod miastem Moers znajdują się nośne warstwy węgla obecne na głębokości od 600 do 800 metrów z końca górnego karbonu. Powyżej są głównie warstwy piasków i żwirów z okresu od dewonu do trzeciorzędu, a teren został objęty przez morze. Z plejstocenu pochodzą głazy polodowcowych, które lądolód przypchał przed sobą ze Skandynawii pchnął przed nimi, tworząc także okoliczne moreny wytworzonych z gliny, mułu i piasku. Warstwy dolne wykonane są do 20 metrów z grubego żwiru i osadów plejstoceńskich piasków.
W nocy z 24 na 25 lipca 2009 roku w regionie Moers, Kamp-Lintfort i Neukirchen miało miejsce trzęsienie ziemi o natężeniu 3,3 w skali Richtera. Według stacji sejsmologicznej Bensberg epicentrum znajdowało się w dzielnicy Moers – Repelen i było największym trzęsieniem ziemi w regionie od rozpoczęcia pomiarów w 1955 roku. Było ono prawdopodobnie spowodowane wydobyciem węgla kamiennego w regionie.

### Klimat
W Moers występuje klimat umiarkowany. Roczne opady wynoszą około 740 mm, a miesięczne wartości różnią się pomiędzy 46 mm w lutym i 81 mm w czerwcu. Usłonecznienie wynosi około 1500 godzin w ciągu roku. Najmniejsza jego wartość jest w styczniu (45 godzin), a największa w sierpniu (195 godzin). Średnie temperatury wynoszą od 3 °C w styczniu do 19 °C w lipcu, ze średnią roczną temperaturą 11 °C.

### Powierzchnia
Miasto ma powierzchnię równą 68 km². Teren miasta rozciąga się z północy na południe na długość 14,9 km, a z zachodu na wschód na 7,7 km.

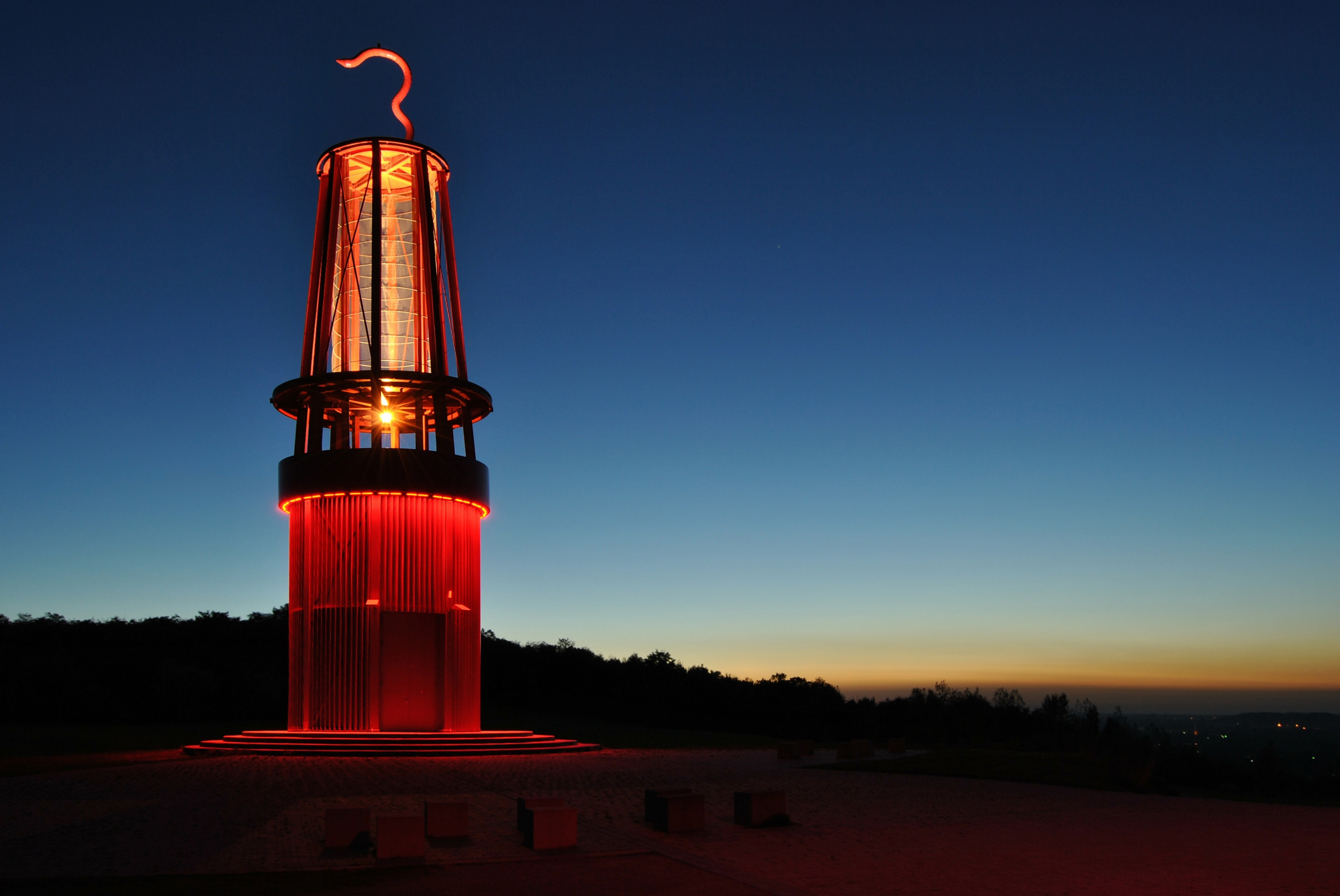
30-metrowa lampa górnicza zaprojektowana przez Ottona Piene, znajdująca się na Halde Rheinpreußen – najwyższym wzniesieniu w Moers

Najwyższe wzniesienia w mieście znajduje się na Halde Rheinpreußen i wynosi 103,5 m n.p.m. Drugim co do wysokości wzniesieniem jest Pattberg z wysokością 85 m n.p.m. Natomiast najniżej położony punkt znajduje się na wysokości 24 m n.p.m.

#### Dzielnice
Miasto podzielone jest na trzy główne dzielnice, które z kolei dzielą się na mniejsze jednostki:
- Moers: Moers-Mitte, Asberg, Scherpenberg, Hülsdonk, Hochstraß, Schwafheim, Vinn, Meerbeck
- Kapellen: Kapellen Mitte, Achterathsfeld, Achterathsheide, Bettenkamp, Holderberg, Vennikel, Hülshorst
- Rheinkamp: Siedlung Utfort, Repelen, Baerler Busch, Genend, Bornheim, Eick-West, Eick-Ost, Eicker-Wiesen, Ring, Meerfeld, Muspasch, Rheim, Kohlenhuck, Dong, Eurotec, Tervoort

#### Sąsiedztwo
Położone na zachodnim krańcu Zagłębia Ruhry Moers posiada dogodną lokalizację pomiędzy Holandią a Zagłębiem Ruhry. W pobliżu miasta znajduje się port lotniczy Düsseldorf oraz port rzeczny Duisburg-Ruhrort. Na północ i zachód sąsiaduje z miastami Rheinberg, Kamp-Lintfort i Neukirchen. Od południa i wschodu Moers przylega do dwóch dużych miast – Krefeld na południu i Duisburg na wschodzie. Oba te miasta posiadają bogatą ofertę w zakresie kultury, rekreacji i edukacji udostępnionej także dla obywateli Moers.

## Gospodarka
W mieście rozwinął się przemysł petrochemiczny, materiałów budowlanych, metalowy, papierniczy, włókienniczy oraz spożywczy.

## Historia

### Starożytność
Znaleziska archeologiczne pokazują oznaki pierwszego osadnictwa około 2500 r. p.n.e. w Hülsdonk (obecnie dzielnica Moers). W czasach rzymskich, w latach 12–11 p.n.e. na terenie dzisiejszej dzielnicy Asberg została wzniesiona castra Asciburgium, będąca częścią umocnień w ramach Limesu Górnogermańsko-Retyckiego. Przebywał w niej Druzus podczas kampanii wojennych w Germanii. W 69 r. n.e. założono tu obóz Juliusza Cywilisa, jednak został on spalony. Próbowano go później przebudować, lecz w 85 roku ostatecznie został opuszczony.

### Średniowiecze
Z IX wieku pochodzą pierwsze wzmianki o Murse w związku ze wzniesieniem klasztoru w tym miejscu. Nazwa miasta prawdopodobnie pochodzi od bagien i mokradeł, ze względu na fakt, że meandrujący Ren stworzył tutaj duże obszary bagienne, w którym ludzie osiedlili się w wyższych miejscach. W związku ze swoim położeniem Moers często nawiedzały powodzie aż do XVIII wieku.
Z 1160 roku pochodzą pierwsze wzmianki o hrabstwie Moers. Najstarsze części zamku w Moers pochodzą z przełomu XII i XIII wieku.

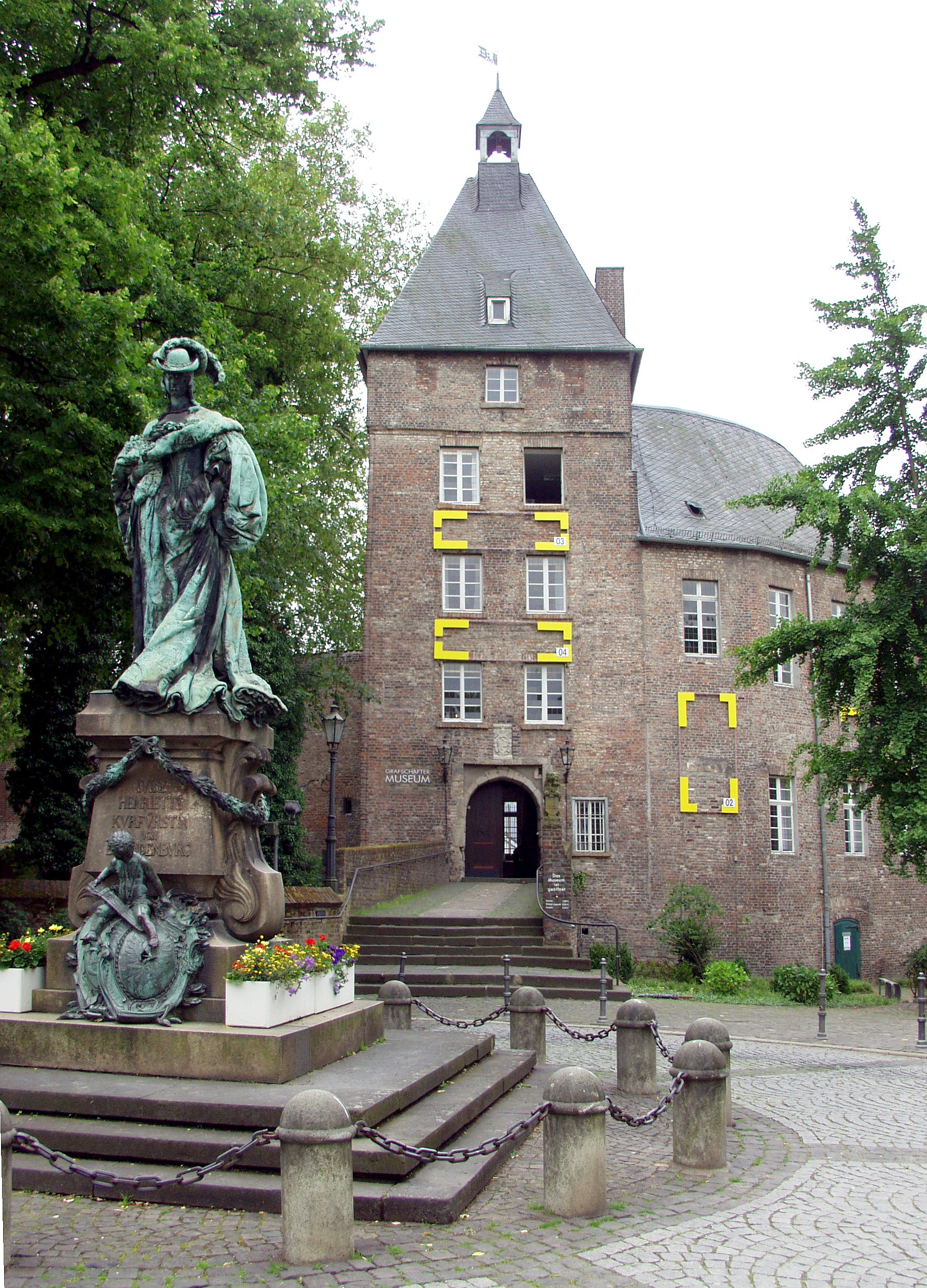
Zamek w Moers

W dniu 20 lipca 1300 roku miasto otrzymało prawa miejskie od króla Alberta I. Następnie otoczono miasto murami i fosą. W 1373 Moers otrzymało prawo do bicia monet. W 1448 został zbudowany klasztor Karmelitów.

### Reformacja i wojny religijne
W 1560 r. odbyła się reformacja za panowania hrabiego Hermanna von Neuenahr i Moers (1520-78).
Podczas wojny osiemdziesięcioletniej hrabstwo Moers było zajmowane na przemian przez wojska hiszpańskie i holenderskie, ponieważ graniczyło z Księstwem Geldrii. W 1578 r. hrabią Moers został Adolf von Neuenahr. Namawiał on arcybiskupa Kolonii, Gebharda Truchsess von Waldburg, aby ten zachował swoją kontrolę nad elektoratem Kolonii poprzez ślub z Agnes von Mansfeld-Eisleben przy jednoczesnym przejściu na kalwinizm. W 1583 roku papież Grzegorz XIII ekskomunikował Gebharda i do kapituły wybrał Ernesta Wittelsbach jako nowego elektora. Wybuchła wojna pomiędzy dwoma rywalami znana jako wojna kolońska. Gebhard poparł Adolfa von Neuenahr i rebeliantów holenderskich. Ernesta poparli jego brat Wilhelm V, książę Bawarii oraz ostatecznie Hiszpanie. Adolf von Neuenahr przegrał ten spór i w efekcie stracił swoje wszystkie posiadłości w Niemczech, a więc także hrabstwo Moers. Wyjechał on do Holandii pozostawiając w Moers swoją żonę, Annę Waldburg, która zmarła w tym mieście w 1600 roku. W 1597 roku Moers oblegał Maurycy Orański, jednak przejął je bez walk. W tym czasie zaczęto budować struktury miejskiej twierdzy w modelu holenderskim, Już w 1609 roku miasto zostało otoczone pierścieniami murów obronnych, szeroką fosą i fortyfikacjami. W wyniku wojny osiemdziesięcioletniej hrabstwo nie staje się częścią Republiki Zjednoczonych Prowincji, lecz dostaje się pod zależność od Górnej Geldrii należącej do Hiszpanów. Stało się tak, mimo iż w Moers cały czas stacjonowały wojska holenderskie.
Wielki pożar w 1605 roku zniszczył znaczną część miasta. Z kolei w 1623 roku dżuma pochłonęła 900 osób. W następnych dziesięcioleciach miasto przeżywało rozkwit dzięki niderlandzkim wpływom. Przede wszystkim udało się pod ochroną Holendrów uniknąć zamieszania i zgiełku wojny trzydziestoletniej w jej czasie pozostając neutralnym terytorium.  Flamandzka tradycja opowiadała się za ustanowieniem klubów strzeleckich, co zwiększyło liczbę etatowych żołnierzy do ochrony miasta.

### Administracja pruska
W 1702 roku miasto, a w 1706 roku całe hrabstwo dostało się pod panowanie Królestwa Prus. Mieszkańcy Moers nie byli początkowo entuzjastycznie nastawieni do nowych władz. Poprzez tajne nocne działania w 1712 roku doszło do bezkrwawego zamachu stanu. Holendrzy byli wówczas wypędzeni z miasta na zlecenie króla Fryderyka I. W 1723 roku powstała w Moers oddzielna agencja rządowa. Podczas wojny siedmioletniej Moers było krótko zajęte przez wojska francuskie. W 1794 roku miasto znalazło się ponownie pod panowaniem francuskim i od 1798 roku należało do departamentu Roer. Ustalenia Kongresu Wiedeńskiego w 1815 roku sprawiły, że Moers powróciło do Królestwa Prus. Podczas panowania francuskiego siedziba władz i administracji podatkowej została przeniesiona do pobliskiego Krefeld. Ku zaskoczeniu mieszkańców Moers nie zostało to zmienione, gdy miasto powróciło do Prus.
23 kwietnia 1816 roku przeprowadzono reformę administracyjną, w wyniku której Moers znalazło się w okręgu Rheinberg, jednym z 40 okręgów pruskiej prowincji Jülich-Kleve-Berg, później przemianowanej na Nadrenię. W XIX wieku Moers uchodziło za cichą i spokojną okolicę.
W 1857 roku przeniesiono siedzibę okręgu z Rheinbergu do Moers. W tym samym czasie wprowadzono miejską konstytucję, jak i wybrano pierwszego burmistrza. Od 1873 roku zaczęto zasilać gazem uliczne oświetlenie. W 1882 roku miasto połączono linią kolejową z Krefeld. W 1894 roku w mieście powstała gazownia zarządzana przez Rheinische Energie AG. W 1901 roku rozpoczęto budowę sieci wodociągowej z regulowaną wieżą ciśnień. W 1902 roku, w 200-lecie przynależności do Prus, miał miejsce przyjazd cesarza Wilhelma II. Z tej okazji wzniesiono pomnik na Starym Rynku.
Na początku XX wieku w Moers rozwinęła się branża górnicza. 15 września 1900 uruchomiono pierwszą kopalnię w mieście. Od 1904 do 1913 roku do miasta przybyło około 10 000 imigrantów. Powstała dla nich osada robotnicza Meerbeck-Hochstrass.
W tak silnie rozwijającym się mieście potrzebna była poprawa transportu. W 1903 roku zainicjowano połączenie kolejowe z Duisburga przez Moers do Kleve. W 1908 roku rozpoczęto także budowę pierwszej linii tramwajowej w mieście.

### Po I wojnie światowej
Po I wojnie światowej Moers było zajęte przez żołnierzy belgijskich. W mieście występowało duże bezrobocie. Dodatkowo w 1923 roku mieszkańcy miasta cierpieli także na skutek hiperinflacji. W 1924 roku utworzone nowe podmiejskie połączenia autobusowe. W styczniu 1926 roku rozpoczęła się faza konsolidacji. Kontynuowano rozwój górnictwa. W 1936 roku w zakładach chemicznych odzyskano syntetyczną benzynę z węgla.
W 1925 roku Joseph Goebbels był prelegentem w Moers należąc do ugrupowania NSDAP, którego kapituła powstała w mieście w 1926 roku. W wyborach w 1928 roku NSDAP uzyskała zaledwie 1,7% głosów w Moers. W wyborach komunalnych w 1929 roku osiągnęła tylko dwa mandaty. Za to zupełnie inna była sytuacja w 1930 roku. W ówczesnych wyborach NSDAP uzyskała aż 28,2% głosów stając się tym samym jedną z silniejszych partii. W 1930 roku założono Hitlerjugend. W 1933 roku partia liczyła już około 3000 członków w Moers. W tym samym czasie miał miejsce kryzys gospodarczy, który spowodował masowe zwolnienia w górnictwie od 1930 roku. Liczba bezrobotnych niemal podwoiła się do 1932 roku.

### III Rzesza
Po mianowaniu Hitlera kanclerzem 30 stycznia 1933 roku, jego celem było przejęcie władzy w całych Niemczech. Już następnego dnia doszło do incydentu. W następnych dniach zamieszki się nasilały, a spotkania KPD i SPD zostały zakazane. Po pożarze Reichstagu 27 lutego 1933 roku rozpoczęły się aresztowania przywódców KPD i 28 marca 1933 roku zostało zatrzymanych 137 osób w powiecie Moers. W najbliższych latach przywódcy partii komunistycznej, a także SPD byli systematycznie prześladowani.
W 1928 roku w Moers mieszkało zaledwie 230 Żydów, czyli stanowili tylko 1% populacji. Byli oni w pełni ze sobą zintegrowani i byli przeważnie kupcami i rzemieślnikami. Od 28 marca 1933 roku nawoływano do bojkotu żydowskich przedsiębiorstw. W rezultacie wielu Żydów straciło swoje źródło utrzymania, więc sprzedali swój majątek i opuścili miasto. Szkoła żydowska wielokrotnie zmieniała swoją siedzibę, dopóki nie została zamknięta w 1939 roku. Wówczas Moers zamieszkiwało około 60 Żydów. 1 października 1941 roku emigracja została formalnie zabroniona. Wyznawcy judaizmu zostali stłoczeni w pięciu tak zwanych domach żydowskich. Pierwsza ewakuacja miała miejsce 13 grudnia 1941 roku i obejmowała 40 osób. Po dwóch kolejnych wysyłkach w kwietniu i lipcu 1942 roku naziści byli w stanie ustalić, że Moers jest „wolne od Żydów”. Jak się okazało, hitlerowcy przeoczyli jedną rodzinę.
Zaczęto także sprowadzać jeńców wojennych, których deportowano z Rosji, Polski i Ukrainy. W 1940 roku było ich w Moers około 1000, natomiast w 1942 roku było to już 3000 więźniów skupionych w 23 obozach. Oprócz rekrutacji do górnictwa, wielu z nich wykorzystywano na farmach, w przemyśle i w budownictwie. Warunki życia były okrutne i nieludzkie. Wielu zmarło z niedożywienia i głodu, a także ze skutków przemocy. Szacuje się, że w samym Moers zginęło 200 przymusowych robotników. Dla okręgu Moers jest udokumentowanych 558 ofiar.
Podczas wojny ucierpiało także samo miasto. W wyniku bombardowań prawie wszystkie 3000 domów zostało uszkodzonych, w tym 1000 niemal całkowicie zniszczonych.

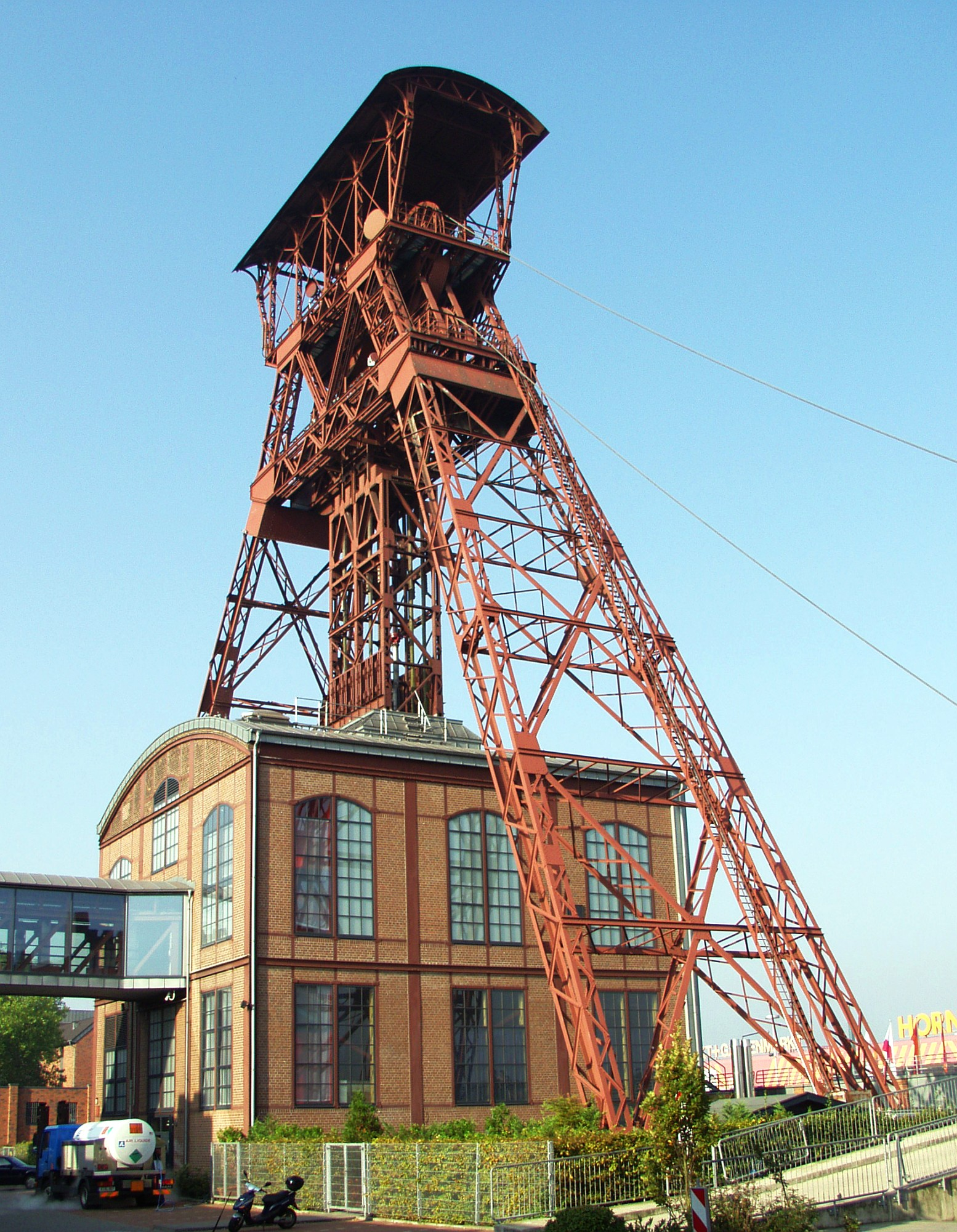
kopalnia Rheinpreußen

### Po II wojnie światowej

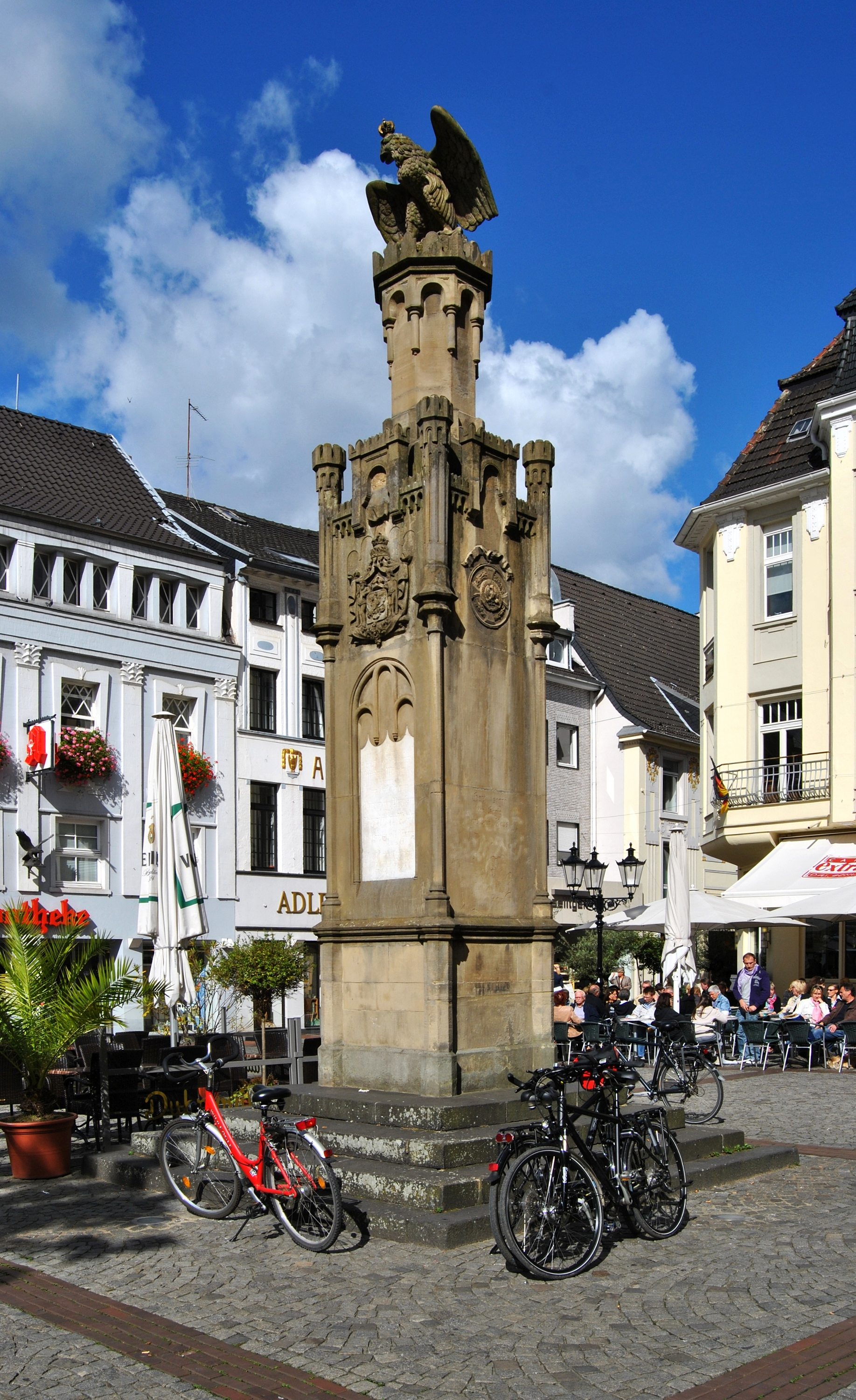
Stare Miasto w Moers

Miasto zostało zajęte w dniu 4 marca 1945 przez wojska amerykańskie.
W 1952 roku linie tramwajowe zostały zamknięte i ich działanie zmienione na linie autobusowe. Cały obszar między Rheinberg, Kamp-Lintfort, Neukirchen, Rheinhausen i portem Duisburg Ruhrort został zelektryfikowany na dystansie 55 km. W 1968 roku usunięto jedną z największych w Niemczech sieci trolejbusowych. W odpowiedzi na pojawiający się od końca lat 60. XX wieku kryzys w górnictwie, rozpoczęto otwieranie nowych parków przemysłowych w dzielnicy Moers-Hülsdonk. Od 1980 roku w ciągu 15 lat większość kopalni przeszła gruntowną renowację. W 1990 i 1993 roku zamknięto 2 kopalnie – Rheinpreußen i Pattberg. Miasto opowiedziało się za rozwojem parków technologicznych Eurotec. Od 1997 roku rozpoczęto rozbudowę parku przemysłowego Grafschafter Genend w ramach wspólnego projektu z miastami Kamp-Lintfort, Neukirchen, Rheinberg i Moers. W 1998 roku całkowicie przeprojektowano ulicę Homberger. W 2000 roku miasto obchodziło 700-lecie istnienia.

## Burmistrzowie
- 1815-1820: Wilhelm Urbach
- 1822-1830: von Nievenheim
- 1830-1850: Friedrich Adolf Vinmann
- 1850-1859: Karl von Strampff
- 1860-1864: Gottlieb Meumann
- 1864-1897: Gustav Kautz
- 1898-1910: August Craemer
- 1910-1915: Dr Richard Glum
- 1917-1937: Dr Fritz Eckert
- 1937-1941: Fritz Grüttgen
- 1943-1945: Peter Linden
- 1945-1946: Dr Otto Maiweg
- 1946: Karl Peschken
- 1946-1952: Wilhelm Müller
- 1952-1977: Albin Neuse (SPD)
- 1977-1999: Wilhelm Brunswick (SPD)
- 1999-2004: Rafael Hofmann (CDU)
- Od 2004: Norbert Ballhaus (SPD)

## Współpraca
Miejscowości partnerskie:
- Bapaume, Francja
- Knowsley, Wielka Brytania
- Maisons-Alfort, Francja
- Ramla, Izrael
- La Trinidad, Nikaragua
- Seelow, Brandenburgia

## Sport
- Moerser SC – klub piłki siatkowej mężczyzn